# José Groot de Vargas
José Groot de Vargas Machuca (Sevilla, 1726-?, f. XVIII- p. XIX) fue un español de origen holandés que llegó al Virreinato de la Nueva Granada y allí fue relator perpetuo y alcalde ordinario de Santafé en tres ocasiones, en 1759, 1761 y 1770. Fue una de las figuras más influyentes en la segunda mitad del siglo XVIII en el virreinato de la Nueva Granada.
En 1740 o 1749 es capitán de la guardia de coraceros del virrey José Alfonso Pizarro, y en 1759 es elegido alcalde ordinario de primer voto de Santafé y compra el cargo de fiel ejecutor del cabildo y ese mismo año fue responsable del ceremonial de la posesión del virrey Pedro Mesía de la Cerda. Posteriormente es nombrado como diputado para el recibimiento del embajador del virrey Manuel Guirior.
Llegó a amenazar con la espada al marqués de San Jorge Jorge Miguel Lozano de Peralta después de insultarlo diciéndole «que tenía mancha de la tierra, que era enemigo de los chapetones, que tenía túnica inconsútil (sic) y que no tenía fe de bautismo», tras una disputa en el ayuntamiento.
En 1769 actuando como relator perpetuo firmó un escrito enviado al virrey Mesía en protesta porque los porteros de la Real Audiencia de Santafé se interpusieron en su camino para besar primero las manos de fray José de Jesús María antes que la mano de los oidores. Se sabe de él en 1781 durante la rebelión de los comuneros ya que existe un documento con su firma en una declaración junto a otras personalidades y nuevamente se sabe de él en 1789 como parte del personal de la Casa de la Moneda de Santafé.

## Matrimonio y descendencia
Patriarca de la familia Groot en Colombia, Se casó con Manuela de Alea, hija de Juan de Alea y Estrada, proveniente de Collado en el Principado de Asturias, y de Juana Liaño, fue padre de Pedro Groot y Primo Groot, líder de la independencia de Colombia y abuelo de José Manuel Groot.